# برزنیک (شهرستان اوستیانسکی، استان آرخانگلسک)
برزنیک (به لاتین: Bereznik) یک منطقهٔ مسکونی در روسیه است که در استان آرخانگلسک واقع شده‌است.